# Tác
Tác é um município da Hungria, situado no condado de Fejér. Tem 45,69 km² de área e sua população em 2015 foi estimada em 1.723 habitantes.